# Climaveneta
Climaveneta ist ein italienisches Unternehmen, das im Bereich der Klimatechnik tätig ist. Der Unternehmenssitz ist in Bassano del Grappa, Provinz Vicenza.

## Geschichte
Climaveneta wurde 1971 in Bassano del Grappa gegründet und ist auf die Herstellung von Klimageräten spezialisiert. 1982 wurde die Wärmepumpe Energy Raiser mit Mehrfachnutzen in den Markt eingeführt, die gleichzeitig sowohl Kälte als auch Wärme erzeugt.
1994 wurde Climaveneta in die Unternehmensgruppe De’Longhi aufgenommen; seit 2000 nimmt der Betrieb am Zertifizierungsprogramm Eurovent teil.
Im Jahr 2004 führte das Unternehmensmanagement nach eigenen Angaben die Prinzipien des Lean Manufacturing mit einer ständigen Verbesserung der eigenen Produktionsanlagen nach dem Kaizenkonzept ein.
2012 entstand nach der Abspaltung von De’Longhi die neue börsennotierte Holding Delclima, in die Climaveneta integriert wurde. Im gleichen Jahr lancierte das Unternehmen das Raumkontroll- und Optimierungssystem ClimaPro für Fabrikräume.
Anfang 2016 wurde Delclima von Mitsubishi Electric übernommen und von der Börse genommen; Climaveneta ist seither Teil der Mitsubishi-Gruppe.

## Produkte und Dienstleistungen
Climaveneta baut Klimageräte für moderne Gebäude und Präzisions-Klimageräte für Rechenzentren. Das Unternehmen hat 11 Filialen in den Ländern Deutschland, Frankreich, Großbritannien, Polen und Spanien, China, Südostasien, Hongkong, Indien, Russland und im Mittleren Orient sowie 9 Produktionsstätten weltweit.